# Leptasthenura
Leptasthenura is een geslacht van zangvogels uit de familie ovenvogels (Furnariidae).

## Soorten
Het geslacht kent de volgende soorten:
- Leptasthenura aegithaloides  – Staartmeesstekelstaart
- Leptasthenura andicola  – Andesmeesstekelstaart
- Leptasthenura fuliginiceps  – Bruinkapmeesstekelstaart
- Leptasthenura pileata  – Roestkruinmeesstekelstaart
- Leptasthenura platensis  – La-Platameesstekelstaart
- Leptasthenura setaria  – Araucariameesstekelstaart
- Leptasthenura striata  – Gestreepte meesstekelstaart
- Leptasthenura striolata  – Paranámeesstekelstaart
- Leptasthenura xenothorax  – Witbrauwmeesstekelstaart